# Printemps académique
Le Printemps académique, (Academic Spring) désigne un mouvement social apparu au début de 2012 dans les milieux universitaires anglo-saxons. Conçu par réaction aux restrictions légales et techniques limitant la circulation de l'information scientifique, il promeut un accès libre et universel aux revues académiques. Ce mouvement reprend les principes essentiels du libre accès.

## Émergence
Dès 2004, certaines revues académiques rendent accessibles leurs archives, voire la totalité de leurs publications, sur des plate-forme web, sans faire payer de souscription. BioMed Central regroupe ainsi près de 200 revues publiées sous licence libre. Cette politique d'ouverture s'oppose aux pratiques commerciales traditionnelles des éditeurs historiques. Leader sur le marché, Elsevier propose des coûts d'abonnements moyens très élevés, aux alentours de 3 000 $ par an, voire dans certains cas supérieurs à 10 000 $. Or, plusieurs analystes soulignent que les coûts de productions ne justifient pas ces tarifs : les chercheurs ne sont pas ou peu payé pour leurs publications qui leur permet uniquement d'accumuler des crédits de recherche ; le processus de sélection (ou peer reviewing) est assuré par d'autres chercheurs bénévoles ou peu rémunérés. De fait, les éditeurs scientifiques dégagent des profits bien plus importants que les éditeurs classiques.
À partir de la décennie 2000, ce modèle économique est de plus en plus critiqué par les chercheurs. En 2006, les neuf membres du conseil éditorial de la revue anglaise de mathématique, Topology démissionnent faute d'être parvenu à renégocier à la baisse les tarifs pratiqués par Elsevier. Ils créent rapidement une revue concurrente, le Journal of Topology. Faute d'articles à publier, Topology est arrêté en 2009.
Le 21 janvier 2012, le mathématicien britannique Timothy Gowers publie sur son blog un appel à boycotter Elsevier. Trois principales raisons motivent son appel : les coûts d'abonnements, la politique des abonnements groupés qui oblige les institutions à souscrire pour des revues de qualité inégale et le soutien actif d'Elsevier aux lois américaines SOPA et PIPA. Rapidement repris dans les médias, ce texte contribue à structurer le mouvement. Timothy Gower lance une pétition intitulée The Cost of Knowledge qui sera signée par plus de 8 000 chercheurs américains.
Le 4 février, le journal The Economist propose de qualifier cette fronde socio-scientifique de printemps académique. Cette expression fait référence Printemps arabe, notion qui caractérise les révolutions arabes de 2011-2012 et qui se réfère elle-même au printemps des peuples européen de 1848.